# جون بينيت
جون بينيت (بالإنجليزية: John Bennett)‏ (21 مارس 1946 بليفربول في المملكة المتحدة - ) هو لاعب كرة قدم بريطاني في مركز الظهير. لعب مع ماكليسفيلد تاون ونادي ليفربول ونادي تشستر سيتي.